# The Headless Children
Albums de W.A.S.P.
Inside The Electric Circus
(1986) The Crimson Idol
(1992)
Singles
The Headless Children est le quatrième album du groupe de heavy metal W.A.S.P., sorti en 1989.

## Liste des morceaux
Toutes les pistes par Blackie Lawless, sauf indication.
| A1. | The Heretic (The Lost Child) (Lawless, Holmes) | 7:22 |
| A2. | The Real Me (Townshend)                        | 3:19 |
| A3. | The Headless Children                          | 5:48 |
| A4. | Thunderhead                                    | 6:49 |

| B1. | Mean Man           | 4:48 |
| B2. | The Neutron Bomber | 4:09 |
| B3. | Mephisto Waltz     | 1:28 |
| B4. | Forever Free       | 5:08 |
| B5. | Maneater           | 4:48 |
| B6. | Rebel in The F.D.G | 5:08 |

### Réédition de 1998
1. Locomotive Breath - 2:59 - (Anderson)
2. For Whom the Bell Tolls – 3:47
3. Lake of Fools – 5:32
4. War Cry – 5:33
5. L.O.V.E. Machine (live) – 4:47
6. Blind in Texas (live) – 6:23

## Composition du groupe
- Blackie Lawless : chant, guitare rythmique
- Chris Holmes : guitare
- Johnny Rod : basse, chœurs
- Steve Riley : batterie
- Ken Hensley : claviers

## Musiciens additionnels
- Frankie Banali : batterie, percussions
- Lita Ford : chœurs
- Diana Fennel : chœurs
- Mark Humphreys : chœurs
- Jimi Image : chœurs
- Minka Kelly : chœurs
- Thomas Nellen : chœurs
- Cathi Paige : chœurs
- Mike Solan : chœurs
- Kevin Wallace :chœurs
- Melba Wallace : chœurs
- Ron Wallace : chœurs

## Classements
Album - Billboard (Amérique du Nord)
| Année | Chart         | Position |
| ----- | ------------- | -------- |
| 1989  | Billboard 200 | 48       |